# Torball
Il torball è un gioco sportivo a squadre per non vedenti, in cui si fronteggiano due team composti ciascuno da 3 giocatori (con 3 riserve). È una delle sempre più numerose discipline sportive praticate da persone non vedenti. A differenza del cugino goalball, non è mai entrato nel programma dei Giochi paralimpici.

## Regole
Il torball prevede l'impiego di un pallone sferico di 500 grammi al cui interno sono presenti dei campanellini in modo che il suono  - e quindi la traiettoria del pallone - sia percepita ed intuita dai giocatori. Il campo di gioco, diviso in due metà da tre cordicelle tese dotate di campanellini, è lungo 16 metri e largo 7 metri. La porta ha la stessa larghezza del campo e un'altezza di 1,30 metri.
I giocatori (che possono essere non vedenti assoluti o ipovedenti) sono dotati di una benda oculare che impedisce completamente la vista ed hanno come punto di riferimento un tappetino che consente l'orientamento.
Lo scopo è tirare con le mani la palla verso la porta avversaria per segnare i "gol" facendola passare sotto le cordicelle che dividono il campo. Se il pallone tocca le cordicelle si compie un fallo con conseguente uscita momentanea di chi ha effettuato il tiro per la durata dell'azione successiva (punizione a tempo fermo) in modo da scontare la penalità; ogni tre falli si assegna un rigore agli avversari (punizione di squadra a tempo fermo con un solo giocatore per squadra in campo).
La partita dura 10 minuti effettivi di gioco ed è divisa in due tempi, le punizioni si eseguono a tempo fermo. È vincitrice la squadra che totalizza il maggior numero di reti.

## Regole nei tornei
Nei tornei in una sola giornata si utilizzano formule di Girone all'italiana dove tutte le squadre si incontrano tra di loro nello stesso campo. Per risparmiare i tempi morti si usano combinazioni in cui le squadre si trovano equamente divise tra i lati del campo in modo da partire con la palla lo stesso numero di volte ed evitare i sorteggi. Si può giocare un tempo unico per evitare il cambio campo e si riduce la durata totale della partita. La percentuale di italiani nei tornei è di 12,33%

## Il torball in Italia
Il campionato italiano maschile è formato da tre divisioni: Serie A, Serie B e Serie C. Il campionato femminile è invece composto solo dalla Serie A. La Coppa Italia è una competizione in più fasi tra tutte le squadre maschili delle 3 divisioni. La Supercoppa è la sfida al meglio delle 3 partite tra la squadra Campione d'Italia e la vincitrice della Coppa Italia. La federazione sportiva italiana è la Fispic mentre quella internazionale è denominata IBSA.

### Albo d'oro del campionato maschile
- 1982-83: G.S. Non Vedenti Modena
- 1983-84: G.S. Non Vedenti Modena
- 1984-85: G.S. Non Vedenti Vicenza
- 1985-86: G.S. Non Vedenti Modena
- 1986-87: Pol. UIC Roma
- 1987-88: G.S. Istituto Nicolodi Firenze
- 1988-89: Cividin Trieste
- 1989-90: Cividin Trieste
- 1990-91: G.S. Non Vedenti Vicenza
- 1991-92: Pol. UIC Roma
- 1992-93: G.S. Fermo
- 1993-94: ASDIVE Venezia
- 1994-95: G.S. Fermo
- 1995-96: G.S. Non Vedenti Bergamaschi
- 1996-97: G.S. Non Vedenti Bergamaschi
- 1997-98: ASDIVE Venezia
- 1998-99: G.S. Non Vedenti Bolzano
- 1999-00: G.S. Non Vedenti Bolzano
- 2000-01: G.S. Non Vedenti Bolzano
- 2001-02: G.S. Non Vedenti Bolzano
- 2002-03: G.S. Non Vedenti Bolzano
- 2003-04: S.S. Progresso 2000 Teramo
- 2004-05: S.S. Progresso 2000 Teramo
- 2005-06: A.S. Augusta No.Ve.
- 2006-07: A.S. Augusta No.Ve.
- 2007-08: A.S. Augusta No.Ve.
- 2008-09: S.S. Teramo
- 2009-10: Teramo non vedenti A.S.D
- 2010-11: Teramo non vedenti A.S.D
- 2011-12: G. S. D. Non Vedenti Trento O.N.L.U.S.
- 2012-13: G. S. D. Non Vedenti Trento O.N.L.U.S.
- 2013-14: G. S. D. Non Vedenti Trento O.N.L.U.S.
- 2014-15: A.S.D. Augusta No.Ve.
- 2015-16: G. S. D. Non Vedenti Trento O.N.L.U.S.
- 2016-17:  A.S.D. Reggina UIC Onlus
- 2017-18: G.S. Non Vedenti Bolzano
- 2018-19: A.S.D. Augusta No.Ve.
- 2019-20: in attesa di aggiornamento

### Scudetti per squadra
| Squadra | Titoli | Anni                                                             |
| Bolzano | 6      | 1998-1999, 1999-2000, 2000-2001, 2001-2002, 2002-2003, 2017-2018 |
| Teramo  | 5      | 2003-2004, 2004-2005, 2008-2009, 2009-2010, 2010-2011            |
| Augusta | 5      | 2005-2006, 2006-2007, 2007-2008, 2014-2015, 2018-2019            |
| Trento  | 4      | 2011-2012, 2012-2013, 2013-2014, 2015-2016                       |
| Modena  | 3      | 1982-1983, 1983-1984, 1985-1986                                  |
| Bergamo | 2      | 1995-1996, 1996-1997                                             |
| Venezia | 2      | 1993-1994, 1997-1998                                             |
| Trieste | 2      | 1988-1989, 1989-1990                                             |
| Fermo   | 2      | 1992-1993, 1994-1995                                             |
| Roma    | 2      | 1986-1987, 1991-1992                                             |
| Vicenza | 2      | 1984-1985, 1990-1991                                             |
| Firenze | 1      | 1987-1988                                                        |
| Reggina | 1      | 2016-2017                                                        |

### Albo d'oro capocannoniere campionato maschile
- 2002-2003: Dario Merelli (G.S. Non Vedenti Bergamaschi), 74 reti
- 2003-2004: Dario Merelli (G.S. Non Vedenti Bergamaschi), 103 reti
- 2004-2005: Pohl Elmar (G.S. Non Vedenti Bolzano), 79 reti
- 2005-2006: Pohl Elmar (G.S. Non Vedenti Bolzano), 95 reti
- 2006-2007: non disputato
- 2007-2008: Gianluigi Toigo (G. S. D. Non Vedenti Trento O.N.L.U.S.), 94 reti
- 2008-2009: Sandro Di Girolamo (S.S. Teramo), 86 reti
- 2009-2010: Sandro Di Girolamo (Teramo non vedenti A.S.D),
- 2010-2011: Sandro Di Girolamo (Teramo non vedenti A.S.D),
- 2011-2012: Gianluigi Toigo (G. S. D. Non Vedenti Trento O.N.L.U.S.), 78 reti
- 2012-2013: Gianluigi Toigo (G. S. D. Non Vedenti Trento O.N.L.U.S.), 79 reti
- 2013-2014: Gianluigi Toigo (G. S. D. Non Vedenti Trento O.N.L.U.S.), 62 reti
- 2014-2015: dati non disponibili
- 2015-2016: dati non disponibili
- 2016-2017: dati non disponibili
- 2017-2018: Gianluigi Toigo  (Gsd Non Ved. Trento Onlus),60 reti
- 2018-2019: Mair Christian (GSD NON E SEMIVEDENTI BOLZANO 2),39 reti
- 2019-2020: dati non disponibili

### Albo d'oro di Coppa Italia maschile
- 2005-06: A.S. Augusta No.Ve.
- 2006-07: A.S. Augusta No.Ve.
- 2007-08: S.S. Teramo
- 2008-09: S.S. Teramo
- 2009-10: Teramo non vedenti A.S.D
- 2010-11: G.S.D. Colosimo Napoli
- 2011-12: G.S.D. Colosimo Napoli
- 2012-13: G.S.D. Colosimo Napoli
- 2013-14: G. S. D. Non Vedenti Trento O.N.L.U.S
- 2014-15: G.S.D. Colosimo Napoli
- 2015-16: A.S.D. Omero Bergamo
- 2016-17: G.S.D. Colosimo Napoli
- 2017-18: A.S.D. Reggina UIC Onlus
- 2018-19: dati non disponibili
- 2019-20: dati non disponibili

### Albo d'oro Supercoppa Italiana maschile
- 2005-06: A.S. Augusta No.Ve.
- 2006-07: A.S.D. Reggina UIC Onlus
- 2007-08: S.S. Teramo
- 2008-09: Teramo non vedenti A.S.D
- 2009-10: Teramo non vedenti A.S.D
- 2010-11: Teramo non vedenti A.S.D
- 2011-12: G.S.D. Colosimo Napoli
- 2012-13: G.S.D. Colosimo Napoli
- 2013-14: G.S.D. Non Vedenti Trento O.N.L.U.S
- 2014-15: A.S. Augusta No.Ve.
- 2015-16: G.S.D. Colosimo Napoli
- 2016-17: G.S.D. Colosimo Napoli
- 2017-18: G.S. Non Vedenti Bolzano
- 2018-19: dati non disponibili
- 2019-20: dati non disponibili

### Albo d'oro del campionato femminile
- 1980-81 GS Istituto Configliachi Padova
- 1981-82 GS NV Perugia
- 1982-83 GS NV Perugia
- 1983-84  Non disputato
- 1984-85 GS NV Modena
- 1985-86 GS NV Modena
- 1986-87 GS Istituto Configliachi Padova
- 1987-88 GS NV Bolzano
- 1988-89 GS Istituto Configliachi Padova
- 1989-90 GS NV Bolzano
- 1990-91 GS NO.VE. Padova
- 1991-92 GS Istituto Colosimo Napoli
- 1992-93 GS Istituto Colosimo Napoli
- 1993-94 G.S NO.VE. Padova
- 1994-95 GS NV Bolzano
- 1995-96 GS Istituto Beata Margherita Città Castello
- 1996-97 GS Fucà Napoli
- 1997-98 GS NV Bolzano
- 1998-99 Non disputato
- 1999-00 Non disputato
- 2000-01 Non disputato
- 2001-02: G.S. Non Vedenti Bolzano
- 2002-03: G.S. Non Vedenti Bolzano
- 2003-04: G.S. UIC Verona
- 2004-05: G.S. UIC Verona
- 2005-06: G.S. UIC Verona
- 2006-07: G.S. UIC Verona
- 2007-08: G.S. UIC Verona
- 2008-09: G.S. UIC Verona
- 2009-10: G.S. UIC Verona
- 2010-11: G.S. Non Vedenti Bolzano
- 2011-12: G.S. Non Vedenti Bolzano
- 2012-13 GSD NV Bolzano
- 2013-14 GSD NV Bolzano
- 2014-15 GSD NV Bolzano
- 2015-16 dati non disponibili
- 2016-17 dati non disponibili
- 2017-18 dati non disponibili
- 2018-19 dati non disponibili
- 2019-20 dati non disponibili